# Canton d'Armagnac-Ténarèze
Le canton d'Armagnac-Ténarèze est une circonscription électorale française du département du Gers créée par le décret du 26 février 2014 et entrée en vigueur lors des premières élections départementales suivant la publication du décret.

## Histoire
Un nouveau découpage territorial du Gers entre en vigueur à l'occasion des élections départementales de 2015. Il est défini par le décret du 26 février 2014, en application des lois du 17 mai 2013 (loi organique 2013-402 et loi 2013-403). Les conseillers départementaux sont, à compter de ces élections, élus au scrutin majoritaire binominal mixte. Les électeurs de chaque canton élisent au Conseil départemental, nouvelle appellation du Conseil général, deux membres de sexe différent, qui se présentent en binôme de candidats. Les conseillers départementaux sont élus pour 6 ans au scrutin binominal majoritaire à deux tours, l'accès au second tour nécessitant 12,5 % des inscrits au 1er tour. En outre la totalité des conseillers départementaux est renouvelée. Ce nouveau mode de scrutin nécessite un redécoupage des cantons dont le nombre est divisé par deux avec arrondi à l'unité impaire supérieure si ce nombre n'est pas entier impair, assorti de conditions de seuils minimaux. Dans le Gers, le nombre de cantons passe ainsi de 31 à 17.

## Représentation
| Période élective | Période élective | Mandat | Mandat   | Identité         | Nuance | Nuance | Qualité                                                               |
| ---------------- | ---------------- | ------ | -------- | ---------------- | ------ | ------ | --------------------------------------------------------------------- |
| 2015             | 2021             | 2015   | 2021     | Patricia Esperon |        | LR     | Agricultrice, maire de Larroque-sur-l'Osse                            |
| 2015             | 2021             | 2015   | 2021     | Michel Gabas     |        | UDI    | Ancien conseiller général du Canton d'Eauze Pharmacien, maire d'Eauze |
| 2021             | 2028             | 2021   | en cours | Patricia Esperon |        | LR     | Agricultrice, maire de Larroque-sur-l'Osse                            |
| 2021             | 2028             | 2021   | en cours | Michel Gabas     |        | LR     | Pharmacien, maire d'Eauze                                             |

### Résultats détaillés

#### Élections de mars 2015
À l'issue du 1er tour des élections départementales de 2015, trois binômes sont en ballottage : Patricia Esperon et Michel Gabas (UMP, 38,45 %), Nicolas Labeyrie et Carole Rolando (PS, 37,19 %) et Thomas Guasch et Stéphanie Langui (FN, 24,36 %). Le taux de participation est de 62,85 % (5 060 votants sur 8 051 inscrits) contre 60,11 % au niveau départemental et 50,17 % au niveau national.
Au second tour, Patricia Esperon et Michel Gabas (UMP) sont élus avec 42,18 % des suffrages exprimés et un taux de participation de 67,23 % (2 201 voix pour 5 412 votants et 8 050 inscrits).

#### Élections de juin 2021
Le premier tour des élections départementales de 2021 est marqué par un très faible taux de participation (33,26 % au niveau national). Dans le canton d'Armagnac-Ténarèze, ce taux de participation est de 42,46 % (3 371 votants sur 7 939 inscrits) contre 44,9 % au niveau départemental. À l'issue de ce premier tour, deux binômes sont en ballottage : Patricia Esperon et Michel Gabas (LR, 56,77 %) et Carole Rolando et Christian Touhé-Rumeau (DVG, 43,23 %).
Le second tour des élections est marqué une nouvelle fois par une abstention massive équivalente au premier tour. Les taux de participation sont de 34,36 % au niveau national, 44,59 % dans le département et 45,5 % dans le canton d'Armagnac-Ténarèze. Patricia Esperon et Michel Gabas (LR) sont élus avec 56,97 % des suffrages exprimés (1 958 voix pour 3 612 votants et 7 939 inscrits),,.

## Composition
Lors de sa création en 2014, le canton d'Armagnac-Ténarèze comprend seize communes entières.
À la suite de la fusion, au 1er janvier 2016, des communes de Castelnau-d'Auzan et Labarrère pour former la commune nouvelle de Castelnau d'Auzan Labarrère, le canton ne compte plus que quinze communes.
| Nom                           | Code Insee | Intercommunalité     | Superficie (km2) | Population (dernière pop. légale) | Densité (hab./km2) | Modifier                                    |
| ----------------------------- | ---------- | -------------------- | ---------------- | --------------------------------- | ------------------ | ------------------------------------------- |
| Eauze (bureau centralisateur) | 32119      | CC du Grand Armagnac | 69,86            | 4 060 (2022)                      | 58                 | modifier les données · modifier les données |
| Beaumont                      | 32037      | CC de la Ténarèze    | 7,56             | 125 (2022)                        | 17                 | modifier les données · modifier les données |
| Bretagne-d'Armagnac           | 32064      | CC du Grand Armagnac | 12,35            | 400 (2022)                        | 32                 | modifier les données · modifier les données |
| Cassaigne                     | 32075      | CC de la Ténarèze    | 8,58             | 227 (2022)                        | 26                 | modifier les données · modifier les données |
| Castelnau d'Auzan Labarrère   | 32079      | CC du Grand Armagnac | 56,78            | 1 185 (2022)                      | 21                 | modifier les données · modifier les données |
| Cazeneuve                     | 32100      | CC de la Ténarèze    | 8,31             | 170 (2022)                        | 20                 | modifier les données · modifier les données |
| Fourcès                       | 32133      | CC de la Ténarèze    | 23,72            | 261 (2022)                        | 11                 | modifier les données · modifier les données |
| Gondrin                       | 32149      | CC du Grand Armagnac | 34,76            | 1 179 (2022)                      | 34                 | modifier les données · modifier les données |
| Lagraulet-du-Gers             | 32180      | CC de la Ténarèze    | 27,22            | 559 (2022)                        | 21                 | modifier les données · modifier les données |
| Larressingle                  | 32194      | CC de la Ténarèze    | 8,55             | 213 (2022)                        | 25                 | modifier les données · modifier les données |
| Larroque-sur-l'Osse           | 32197      | CC de la Ténarèze    | 15,07            | 218 (2022)                        | 14                 | modifier les données · modifier les données |
| Lauraët                       | 32203      | CC de la Ténarèze    | 12,71            | 247 (2022)                        | 19                 | modifier les données · modifier les données |
| Mansencôme                    | 32230      | CC de la Ténarèze    | 4,05             | 45 (2022)                         | 11                 | modifier les données · modifier les données |
| Montréal                      | 32290      | CC de la Ténarèze    | 63,05            | 1 176 (2022)                      | 19                 | modifier les données · modifier les données |
| Mouchan                       | 32292      | CC de la Ténarèze    | 13,11            | 385 (2022)                        | 29                 | modifier les données · modifier les données |
| Canton d'Armagnac-Ténarèze    | 3202       |                      | 365,68           | 10 450 (2022)                     | 29                 | modifier les données                        |

## Démographie
En 2022, le canton comptait 10 450 habitants, en évolution de +0,43 % par rapport à 2016 (Gers : +1,04 %, France hors Mayotte : +2,11 %).
| 2013   | 2018   | 2022   |
| ------ | ------ | ------ |
| 10 371 | 10 425 | 10 450 |